# Henna Johansson
Henna Katarina Johansson (Gällivare, 1 de maig de 1991) és una esportista sueca que competeix en lluita estil lliure, guanyadora d'una medalla de bronze al Campionat Mundial de Lluita de 2010 i dues medalles al Campionat Europeu de Lluita, or el2012 i bronze el 2009.

## Palmarès internacional
| Campionat Mundial | Campionat Mundial   | Campionat Mundial | Campionat Mundial |
| Any               | Lloc                | Medalla           | Categoria         |
| ----------------- | ------------------- | ----------------- | ----------------- |
| 2010              | Moscou ( Rússia)    | 3                 | Lliure 63 kg      |
| Campionat Europeu |                     |                   |                   |
| Any               | Lloc                | Medalla           | Categoria         |
| 2009              | Vílnius ( Lituània) | 3                 | Lliure 63 kg      |
| 2012              | Belgrad ( Sèrbia)   | 1                 | Lliure 67 kg      |